# Koppartaggsvamp
Koppartaggsvamp (Sarcodon lundellii) är en svampart som beskrevs av Maas Geest. & Nannf. 1969. Koppartaggsvamp ingår i släktet Sarcodon och familjen Bankeraceae.  Arten är reproducerande i Sverige. Inga underarter finns listade i Catalogue of Life.